# Cantó de Saint-Jean-de-Monts
El cantó de Saint-Jean-de-Monts és una divisió administrativa francesa del departament de la Vendée, situat al districte de Les Sables-d'Olonne. Té 14 municipis i el cap es Saint-Jean-de-Monts.

## Municipis

### 1805-2015
- La Barre-de-Monts
- Notre-Dame-de-Monts
- Le Perrier
- Saint-Jean-de-Monts
- Soullans

### 2015-
- Barbâtre
- La Barre-de-Monts
- Beauvoir-sur-Mer
- Bouin
- L'Épine
- La Guérinière
- Noirmoutier-en-l'Île
- Notre-Dame-de-Monts
- Notre-Dame-de-Riez
- Le Perrier
- Saint-Gervais
- Saint-Jean-de-Monts
- Saint-Urbain
- Soullans

## Història
| Data d'elecció                           | Identitat           | Partit           | Qualitat |
| ---------------------------------------- | ------------------- | ---------------- | -------- |
| 1951-1958                                | Théodule Chartier   | Divers droite    |          |
| 1958-1970                                | Pierre Farcy        | MPR, després CD  |          |
| 1970-1994                                | Jean-Jacques Viguié | UDR, després RPR |          |
| 1994-2001                                | Jean Crochet        | RPR              |          |
| 2001-2015                                | André Ricolleau     | Divers gauche    |          |
| les dades anteriors no són pas conegudes |                     |                  |          |
|                                          |                     |                  |          |

| A partir de 1990: Població sense dobles comptes |